# Красный Уголок (Мордовия)
Красный Уголок — посёлок в Рузаевском районе Мордовии России. Входит в состав Красноклинского сельского поселения.

## География
Расположен в центральной части региона, на реке Шебдас, в 300 метрах от окраины города Рузаевка (ул. Энергетическая).
Высота над уровнем моря — 207 м.

## Население
| 2002 | 2010 |
| ---- | ---- |
| 6    | ↘0   |

Национальный состав
Согласно результатам переписи 2002 года, в национальной структуре населения русские составляли 50 % из 6 чел..

## Инфраструктура
Личное подсобное хозяйство.

## Транспорт
Деревня доступна по просёлочной дороге.